# Predator 2
O filme Predator 2 (bra: O Predador 2 - A Caçada Continua; prt: Predador 2 - A Caçada Continua) é um filme de ficção científica e ação americano lançado em 1990, sequência de O Predador, dirigido por Stephen Hopkins e estrelado por Danny Glover.
Não teve a mesma recepção do primeiro, mas começou um "cruzamento" com a série Alien que culminaria em gibis, videogames e o filme Alien vs. Predator.

## Sinopse
Em 1997, Los Angeles passa por uma onda de calor e o tenente do Departamento de Polícia Mike Harrigan tenta conter uma guerra de gangues. Essas condições atraem um Predador que vem para a cidade caçar humanos.

## Elenco
- Danny Glover como Tenente Michael "Mike" Harrigan
- Gary Busey como Agente Especial Peter Keyes
- Rubén Blades como Detetive Daniel "Danny Boy" Archuleta
- Maria Conchita Alonso como Leona Cantrell
- Bill Paxton como Jerrold "Jerry" Lambert
- Robert Davi como Capitão Phillip "Phil" Heinemann
- Adam Baldwin como Agente Especial Garber
- Kent McCord como Capitão B. Pilgrim
- Morton Downey Jr. como Anthony "Tony" Pope
- Calvin Lockhart como King Willie
- Kevin Peter Hall como O Predador